# الطريق السريع 1 (أستراليا)
الطريق السريع 1 في أستراليا، هوَ عِبارة عن شَبكة من الطُرق السريعة التي تدور حولَ البِلاد، حيثُ يبلغ طوله حوالي 14,500 كم (9,010 ميل)، ويُصنف ضمن قائمة أطول الطُرق الوطنية السَريعة في العالم، حيثُ تتضمن هذه القائمة أسماء أطول الطُرق الوطنية السَريعة وَمِن ضمنها الطرق السريع عبر سيبيريا (أكثر من 11,000 كم) وَالطريق السريع عبر كندا (حوالي 8,030 كم). يُتنقل عبر الطريق السريع 1 أكثر من مليون شَخص يومياً.

## التاريخ
تم إنشاء الطريق السريع 1 بناءاً على نظام تَرقيم الطُرق الوَطني والذي تم اعتمادُه في عام 1955 في أُستراليا، حيثُ تم إنشاء الطريق من خلال تجميع وإصلاح عدد من الطُرق والشَبكات الموجودة سابقاً في مُختلف الولايات والأقاليم، ويُعتبر الطريق السريع 1 الطَريق الوحيد في أستراليا والذي يِصل إلى جميع الولايات والأقاليم الأسترالية باستثناء مقاطعة العاصمة الأسترالية، كما يَمتد من الطريق السريع 1 العديد من الطُرق الوطنية في أُستراليا.

## ظروف وأحوال الطريق
تتنوع المناطق التي يَعبر فيها الشَخص المُتنقل عبر الطريق السريع 1، ويعود ذلك إلى طول الطَريق وعبوره في مناطق مُختلفة من أُستراليا، حيثُ يَعبر في المناطق الحضرية المكتظة بالسكان وفي المناطق الريفية، كما يَعبر في بعض المناطق النائية مِثل صحراء نولاربور.
بعض امتدادات الطريق السريع 1 تعبر في مناطق معزولة جداً، مِثل طريق إير السريع والذي يَعبر في صحراء نولاربور، وأيضاً مِثل الطريق السريع الشمالي العظيم والذي يَمتد بالقرب من الساحل الشمالي الغَربي لأستراليا، وتحتوي هذه المناطق على فنادق صغيرة تُعتبر الملجأ الوحيد لعابري الطَريق وتُعتبر هذه الفنادق العلامة الوحيدة على النشاط البشري لمئات الكيلومترات.
وُصف الطريق السريع 1 على أنهُ «مصيدة الموت»، وخاصةً في الامتدادات ذات المَمرين في شمال ولاية كوينزلاند، وسبب هذا الوَصف هوَ تَعب السائِق مما يؤدي إلى وقوع حوادث مميتة، وأيضاً من الأسباب الحوادث وجود مسافات كبيرة بين المناطق الرئيسية، ووجود عدد محدود من الفنادق ومناطق الاستراحات وخاصةً تلك المُناسبة للشاحنات.